# Elsa Mabel Barbería
Elsa Mabel Barbería (Río Gallegos, 18 de octubre de 1952-Río Gallegos,20 de marzo de 1995) fue una historiadora argentina especializada en el estudio del poblamiento rural de la provincia austral de Santa Cruz durante la primera mitad del siglo xx.

## Biografía
Elsa Barbería nació en Río Gallegos el 18 de octubre de 1952, su padre era Luis Barbería y su madre Oliva Álvarez. Tuvo una hermana llamada Patricia. Hizo los estudios secundarios en el Colegio María Auxiliadora de Río Gallegos, obteniendo el título de maestra, actividad que ejerció durante un año. Luego estudió la carrera del profesorado de Historia en el Instituto Universitario de Santa Cruz (IUSC), entonces dependiente de la Universidad Nacional del Sur (de Bahía Blanca) en la sede que tenía en Río Gallegos. Luego continuó la Licenciatura en Historia, para lo cual se trasladó a Bahía Blanca, recibiéndose en 1978. A partir de eso, se dedicó a la docencia secundaria y universitaria.
Entre fines de los 1970 y comienzos de los 1980, trabajó en el Museo Regional de Río Gallegos junto con la arqueóloga Julieta Gómez Otero. Entre 1990 y 1993 realizó el doctorado en la Facultad de Humanidades y Ciencias de la Educación de la Universidad Nacional de La Plata, siendo sus directores el historiador José Panettieri y la geógrafa Elena Chiozzo. De esta forma, se convirtió en la primera historiadora doctora nativa de la Patagonia argentina. Producto de su tesis doctoral publicó el libro Los dueños de la tierra en la Patagonia austral, 1880-1820, prologado por el historiador Osvaldo Bayer. El tema de sus investigaciones había sido poco abarcado hasta entonces por la historiografía nacional y sumamente dificultoso por las grandes distancias que implicaban recorrer el territorio de Santa Cruz.

## Gestión
En 1983, y con el regreso a la democracia luego del gobierno militar surgido del golpe de Estado de 1976, se desempeñó como subsecretaría de Cultura de la provincia de Santa Cruz. Ese mismo año ingresó como becaria en el Consejo Nacional de Investigaciones Científicas y Técnicas (CONICET), nombrada luego como miembro de la Carrera del Investigador. Fue también secretaría académica del Instituto Universitario de Santa Cruz (IUSC), desde el cual contribuyó a crear la revista Waxen, en donde publicó varios de sus artículos científicos. Se desempeñó como directora del Centro de Investigaciones, desde el cual participó en su consolidación y conversión en la Universidad Federal de la Patagonia Austral (UFPA) y, luego en la Universidad Nacional de la Patagonia Austral (UNPA) en 1996.

## Fallecimiento y honores
Murió el 20 de marzo de 1995 producto de un cáncer detectado poco antes. En la ciudad de Río Gallegos una calle lleva su nombre, así como también en el año 2020 se creó el Instituto de Promoción Educativa y Estudios Culturales y Ambientales "Elsa Mabel Barbería", que depende del Consejo Provincial de Educación de la provincia, y que tiene por objetivo la producción, la promoción y la difusión del conocimiento crítico de y sobre la provincia de Santa Cruz.